# Chrysolina gypsophilae
Chrysolina gypsophilae es un insecto coleóptero de la familia Chrysomelidae.
Fue descrita científicamente en 1845 por Küster.